# Mario Camerini
Mario Camerini (* 6. Februar 1895 in Rom; † 4. Februar 1981 in 
Gardone Riviera, Brescia, Lombardei) war ein italienischer Regisseur.

## Leben und Werk
Camerini musste sein Jurastudium unterbrechen, als er wegen des Ersten Weltkrieges eingezogen wurde; er erlebte dessen Ende als Kriegsgefangener in Österreich. Bereits 1913 wurde ein früher Drehbuchentwurf des Studenten umgesetzt.
Mit Hilfe seines Bruders Augusto und seines Cousins Augusto Genina und als deren Assistent fasste er ab 1920 im Filmgeschäft Fuß; zunächst als Drehbuchautor, dann als Regieassistent. Ab 1923 führte er auch selbst Regie, so etwa bei Maciste contro lo sceicco (1926) oder der Komödie Gli uomini, che mascalzoni! mit Vittorio De Sica, die am Beginn einer ganzen Reihe von Publikumserfolgen stand. Auch der in Afrika entstandene Kiff Tebbi von 1928 ist einer der interessanteren Streifen jener Zeit.
Nach dem Zweiten Weltkrieg war Camerini ein verlässlicher Regisseur von Komödien und Abenteuerfilmen, die ihr Land auch bei Festivals vertraten. 1947 wurde sein Film Aufstand in Sibirien (mit Vittorio Gassman) bei den Festspielen von Cannes präsentiert. Bei der 2. Berlinale 1952 war Ehefrau für eine Nacht im Wettbewerb. Camerini drehte 1954 den Abenteuerfilm Die Fahrten des Odysseus mit Kirk Douglas in der Titelrolle. Bei dem Film Krieg und Frieden (Regie: King Vidor) war er als Drehbuchautor beteiligt.
Mitte der 1960er-Jahre beendete Camerini bis auf zwei Ausnahmen seine Karriere.

## Filmografie (Auswahl)
- 1926: Maciste in Afrika (Maciste contro lo sceicco)
- 1929: Schienen (Rotaie)
- 1932: Gli uomini, che mascalzoni!
- 1936: Der Mann, der nicht nein sagen kann (Ma non è una cosa seria)
- 1936: Der große Appell (Il grande appello)
- 1937: Mister Max (Il signor Max)
- 1939: Alarm im Warenhaus (I grandi magazzini)
- 1940: Walzer einer Nacht (Una romantica avventura)
- 1941: Die Verlobten (I promessi sposi)
- 1942: Mein Leben für dich (Una storia d'amore)
- 1945: Due lettere anonime
- 1947: Aufstand in Sibirien (La figlia del capitano)
- 1948: Straßenträumereien (Molti sogni per le strade)
- 1950: Freiwild (Il brigante Musolino)
- 1952: Ehefrau für eine Nacht (Moglie per una notte)
- 1952: Die Helden des Sonntags (Gli eroi della domenica)
- 1954: Die Fahrten des Odysseus (Ulisse)
- 1955: Eine Frau für schwache Stunden (La bella mugnaia)
- 1957: Ferien auf der Sonneninsel (Vacanze a Ischia)
- 1958: Junge Leute von heute (Junge Leute von heute)
- 1961: Die Leiche ist im falschen Koffer (Crimen)
- 1962: Der Bandit von Neapel (I briganti italiani)
- 1963: Kali Yug: Die Göttin der Rache (Kali Yug, la dea della vendetta)
- 1963: Kali Yug, 2. Teil: Aufruhr in Indien (Il mistero del tempio indiano)
- 1966: Ein fast perfekter Mörder (Delitto quasi perfetto)
- 1971: Io non vedo, tu non parli, lui non sente
- 1972: Don Camillo e i giovani d’oggi